# Aeroplane
Aeroplane is het muzikale project van de Belgisch-Italiaanse dance producer, singer-songwriter en deejay Vito de Luca (Sambreville, 24 mei 1982). Aeroplane wordt beschouwd als een belangrijke vertegenwoordiger van het nu disco-genre en oogstte succes met het debuutalbum "We Can't Fly", een mix van nu-disco, french house en Balearic beat.
Verder produceerde Aeroplane diverse succesvolle remixen, waaronder Friendly Fires' 'Paris', Justin Timberlake’s 'Suit and Tie' en Charli XCX’s 'Boom Clap'. Op het Waalse radiostation Pure FM stelde Aeroplane in 2011 maandelijks het danceprogramma In Flight Entertainement samen.
Het Britse muziektijdschrift NME riep Aeroplane in oktober 2011 uit tot een van 20 meest baanbrekende dance artiesten ter wereld. Met ruim een half miljoen periodieke luisteraars staat Aeroplane in de top 15 van meest gestreamde Belgische muziekartiesten op Spotify.

## Geschiedenis
Aeroplane werd oorspronkelijk opgericht in 2007 door Vito de Luca en Stephen Fasano. In 2004 leerde het duo elkaar kennen in de platenzaak die Vito de Luca uitbaatte. Ze ontdekten al snel hun gemeenschappelijke passie om muziek te componeren.

### Beginperiode
Onder het pseudoniem Heavy Metal DJz wordt in 2004 het nummer 'Everybody Po Go' uitgebracht als onderdeel van de dance-compilatie Lektroklash - Compilation Vol. 01. Als 'Javelo' brachten ze vervolgens twee ep's uit, 'Higher Desire' (2005) en 'Spleen' (2006). Na enkele andere kortlopende projecten kwam vervolgens Aeroplane tot stand.
In 2007 werd onder het label Eskimo Recordings een eerste single uitgebracht, 'Aeroplane' genaamd, gevolgd door een tweede single 'Pacific Air Plane'. In mei 2008 verscheen vervolgens een derde single: 'Whispers'.

### Remixen & Essential Mix
Naast de release van eigen nummers produceert Aeroplane diverse remixen. Bij het grote publiek werd Aeroplane bekend in 2008 met een remix van 'Paris', een nummer van de Ierse rockgroep Friendly Fires. De remix werd ruim 15 miljoen keer gestreamd op Spotify. Tot de succesvolste remixen behoren verder: 'Kilometer' (van Sebastien Tellier), 'Another Likely Story' (van Au Revoir Simone), Justin Timberlake’s 'Suit and Tie', Charli XCX’s 'Boom Clap' en 'Bodies' (van Robbie Williams).

Op 24 april 2010 verzorgde Aeroplane de 500ste uitzending van het radioprogramma "Essential Mix" voor BBC Radio 1. De dj-set werd live opgenomen in de Circus in Liverpool. De setlist werd afgetrapt met Aeroplanes eerste single "We Can't Fly" (die later op 28 juni 2010 verscheen) en bestond verder uit
zijn remix van Friendly Fires' 'Paris' en remixen van nummers van The Human League, Aphex Twin en Goldfrapp.

### We Can't Fly en andere
Op 27 september 2010 bracht Aeroplane het debuutalbum "We Can't Fly" uit onder het platenlabel Eskimo Recordings / Wall of Sound.
Net vóór de release van het debuutalbum besloot Stephen Fasono een eigen muzikale richting uit te gaan met het project "The Magician" waardoor Aeroplane herleid werd naar het eenmansproject van Vito de Luca.
Vito de Luca componeerde soulvolle disco en elektronische nummers voor het album en liet zich hierbij inspireren door muziek die hij in zijn jeugdjaren en tijdens zijn carrière leerde kennen: van Giorgio Moroder, Nile Rodgers, Daft Punk en de soundtracks van Pink Floyd tot The Rolling Stones en de Italiaanse crooners Lucio Battisti en Adriano Celentano. Dit alles leverde een erg gevarieerd album op dat goed onthaald werd door het grote publiek en de muziekrecensenten.
De opnames vonden plaats in diverse studio's (Toulouse, Parijs, Londen en Los Angeles) en duurden tien maanden. Co-producer van dienst is de Franse componist Bertrand Burgalat, die eerder o.m. samenwerkte met artiesten als Air, Supergrass en Alizée. Voor de zangpartijen deed Aeroplane beroep op diverse gastzangers, waaronder Au Revoir Simone, Merry Clayton (bekend van Gimmer Shelter) en Jonathan Jeremiah.
Het album bereikte een 56ste plaats in de Ultratop Album Top 200 en leverde enkele succesvolle singles op: 'We Can't Fly' en 'Superstar'. De single 'Without Lies' die uitgebracht werd op 15 november 2010 haalde een 42ste positie in de Waalse Ultratop 50. De single 'We Can't Fly' verscheen op diverse dance-compilaties waaronder Discobar Galaxie's Boombox uit 2011 en de Studio Brussel-compilatie "Eigen Kweek" uit 2013.
In augustus 2011 lanceerde Vito de Luca een eigen platenlabel: Aéropop Recordings. Onder dat label verschenen diverse singles, waaronder 'In Her Eyes' (2012) en 'Let's Get Slow' (2015).
In 2016 werkte Aeroplane voor het eerst samen met de Duitse DJ Tino Piontek, ook bekend als Purple Disco Machine. Ze brengen samen de single Sambal uit. Op 17 februari 2017 verscheen vervolgens de single Counting On Me feat. Aloe Blacc.
Een maand later bracht Aeroplane de single Love on Hold uit met de Amerikaanse Tawatha Agee als leadzangeres.

### Dj-sets
Sinds 2008 stond Aeroplane op diverse podia in binnen- en buitenland, zowel op festivals als in discotheken. De meeste dj-sets werden gespeeld in Groot-Brittannië, maar Aeroplane trad ook regelmatig op in Ierland, de Verenigde Staten (onder meer New York, Philadelphia en Chicago),Canada en de meeste Europese landen (vooral Nederland, Frankrijk, België en Spanje).
In 2010 bracht Aeroplane voor het eerst een dj-set op het zesdaags muziekfestival Coachella in Californië.
Een jaar later speelde hij o.m. op het Dour Festival, 10 Days Off en in de Melkweg.
In 2012 speelde Aeroplane dj-sets op onder meer Francofolies de Spa (19 juli 2012), Tomorrowland (26 juli 2012) en  Laundry Day (1 september 2012). Op 11 en 12 maart 2013 speelde hij enkele showcases op het festival South by Southwest in Austin,Texas. Datzelfde jaar stond hij opnieuw op Francofolies de Spa (18 juli 2013) en speelde hij dj-sets op het Brussels Summer Festival en in de U Street Music Hall in Washington DC.
Samen met artiesten als 2 Many DJ's, The Chemical Brothers en Flying Lotus maakte Aeroplane net als in 2009 en 2011 deel uit van de 2013 line-up van The Warehouse Project in Manchester.
Op 13 en 14 april 2014 stond Aeroplane opnieuw op Coachella. Daarnaast was hij dat jaar eveneens te zien op de Lokerse Feesten en voor een tweede maal op het Brussels Summer Festival. Samen met Etienne de Crécy maakte hij op 24 mei 2015 deel uit van de line-up voor Superdiscount 3 (LIVE) dat plaatsvond in de Brusselse concertzaal Botanique
Op  Resident Advisor, een platform gericht op enkel elektronische muziek en tevens een online muziek magazine, behoorde Aeroplane in 2014 tot de drie meest geliefde Belgische deejay's (na 2 Many DJ's en Peter Van Hoesen).
Op 27 september 2015 gaf hij een dj-set op het TomorrowWorld-festival in Chattahoochee Hills, Georgia, VS.

## Discografie

### Ep's en albums
| Album/ep                                       | Jaar              | Label   |
| ---------------------------------------------- | ----------------- | ------- |
| Aeroplane/Caramellas EP                        | 27 augustus 2007  | Eskimo  |
| Pacific Air Race EP                            | 20 december 2007  | Eskimo  |
| Whispers EP (featuring Kathy Diamond)          | 15 mei 2008       | Eskimo  |
| Superstar EP                                   | 13 september 2010 | Eskimo  |
| We Can't Fly (album)                           | 27 september 2010 | Eskimo  |
| Without Lies EP                                | 15 november 2010  | Eskimo  |
| My Enemy EP                                    | 23 mei 2011       | Eskimo  |
| We Can't Fly - The Remixes EP                  | 23 april 2012     | Eskimo  |
| In Her Eyes (featuring Jamie Principle) EP     | 5 november 2012   | Aéropop |
| I Don’t Feel (Deetron Remix) EP                | 21 januari 2013   | Eskimo  |
| Let's Get Slow (featuring Benjamin Diamond) EP | 20 april 2015     | Eskimo  |

### Singles
| Singles                       | Jaar | Label  |
| ----------------------------- | ---- | ------ |
| Pacific Air Race              | 2007 | Eskimo |
| Whispers ft. Kathy Diamond    | 2008 | Eskimo |
| Superstar                     | 2010 | Eskimo |
| Without Lies                  | 2010 | Eskimo |
| We Can't Fly                  | 2010 | Eskimo |
| My Enemy                      | 2011 | Eskimo |
| Love on Hold ft. Tawatha Agee | 2017 | Eskimo |

### Samenwerkingen
- Magic Waves (2011, door Milky Globes & Airoplane)
- Unite (11 februari 2013, door €urocrats - Aeroplane & Dimitri From Paris, Aéropop Recordings)
- Country Business (14 oktober 2013, door Beateria - Aeroplane & Bot, Aéropop Recordings)
- Black Hole Bass (10 februari 2014, door €urocrats - Aeroplane & Dimitri From Paris, Aéropop Recordings)
- Sambal (2016, door Aeroplane & Purple Disco Machine)
- Counting On Me feat. Aloe Blacc (17 februari 2017, door Aeroplane & Purple Disco Machine)

### Remixen
| Jaar | Artiest                               | Nummer                     | Titel                                                              |
| ---- | ------------------------------------- | -------------------------- | ------------------------------------------------------------------ |
| 2007 | Cobra Dukes                           | "Airtight"                 | Aeroplane Remix Aeroplane Dub                                      |
| 2007 | Coyote                                | "Too Hard"                 |                                                                    |
| 2007 | Das Pop                               | "Fool for Love"            |                                                                    |
| 2008 | Allez Allez                           | "Allez Allez"              |                                                                    |
| 2008 | Cut Copy                              | "Hearts on Fire"           | Aeroplane Pop Mix                                                  |
| 2008 | David Rubato                          | "Circuit"                  |                                                                    |
| 2008 | Friendly Fires                        | "Paris"                    | Aeroplane Remix featuring Au Revoir Simone                         |
| 2008 | Grace Jones                           | "Williams' Blood"          | Aeroplane Remix Aeroplane Dub                                      |
| 2008 | Low Motion Disco                      | "Love Love Love"           |                                                                    |
| 2008 | Lullabies in the Dark                 | "Song for Marie and Elise" |                                                                    |
| 2008 | MGMT                                  | "Electric Feel"            |                                                                    |
| 2008 | The Beach Boys                        | "God Only Knows"           | Aeroplane Bootleg Remix                                            |
| 2008 | The Shortwave Set                     | "Now Til '69"              |                                                                    |
| 2009 | Au Revoir Simone                      | "Another Likely Story"     |                                                                    |
| 2009 | Doves                                 | "Brazil"                   |                                                                    |
| 2009 | Lindstrøm & Christabelle              | "Baby Can't Stop"          | Aeroplane Vocal Remix Aeroplane Dub Remix                          |
| 2009 | Robbie Williams                       | "Bodies"                   | Aeroplane Remix Aeroplane Instrumental Remix                       |
| 2009 | Sébastien Tellier                     | "Kilometer"                | Aeroplane 'Italo 84' Remix                                         |
| 2010 | Breakbot featuring Irfane             | "Baby I'm Yours"           |                                                                    |
| 2010 | Chromeo                               | "Don't Turn the Lights On" |                                                                    |
| 2010 | Friendly Fires / Flight Facilities    | "Paris" / "Crave You"      | Aeroplane vs. Friendly Fires vs. Flight Facilities - I Crave Paris |
| 2010 | Gypsy & The Cat                       | "The Piper's Song"         | Aeroplane Tape Remix                                               |
| 2011 | Black Van featuring Holy Ghost!       | "Moments of Excellence"    |                                                                    |
| 2011 | Cassius                               | "The Sound of Violence"    |                                                                    |
| 2011 | Processory                            | "Nightfall"                | Aeroplane Remix Aeroplane Remix Version 2                          |
| 2011 | The Human League                      | "Never Let Me Go"          |                                                                    |
| 2012 | Alex Metric                           | "Rave Weapon"              | Aeroplane Droid Mix                                                |
| 2012 | Erika Spring                          | "Happy at Your Gate"       |                                                                    |
| 2012 | Giorgio Moroder vs. MB Disco          | "From Here to Eternity"    |                                                                    |
| 2012 | Kimbra                                | "Two Way Street"           |                                                                    |
| 2012 | Mixhell                               | "Exit Wound"               |                                                                    |
| 2012 | Storm Queen                           | "Look Right Through"       |                                                                    |
| 2012 | The League Unlimited Orchestra        | "Don't You Want Me"        | Aeropop Edit                                                       |
| 2012 | The Rapture                           | "Sail Away"                |                                                                    |
| 2012 | Yuksek                                | "The Edge"                 |                                                                    |
| 2013 | Compuphonic featuring Marques Toliver | "Sunset"                   |                                                                    |
| 2013 | Justin Timberlake featuring Jay-Z     | "Suit & Tie"               | Aeroplane Vocal Mix Aeroplane Instrumental                         |
| 2013 | Kris Menace featuring Romanthony      | "2Nite4U"                  |                                                                    |
| 2013 | Mayer Hawthorne                       | "Wine Glass Woman"         |                                                                    |
| 2013 | Pool                                  | "Flex"                     |                                                                    |
| 2013 | Surahn                                | "Wonderful"                |                                                                    |
| 2014 | Charli XCX                            | "Boom Clap"                |                                                                    |
| 2014 | Mystery Skulls                        | "Paralyzed"                |                                                                    |
| 2014 | Riton featuring Meleka                | "Inside My Head"           |                                                                    |
| 2014 | Stromae                               | "Tous les mêmes"           |                                                                    |
| 2014 | We Were Evergreen                     | "Daughters"                |                                                                    |

### Compilaties
De nummers van Aeroplane kwamen reeds terecht op diverse muziekverzamelaars.
| Compilatie                                                        | Jaar | Nummer                                  |
| ----------------------------------------------------------------- | ---- | --------------------------------------- |
| Studio Brussel Switch 11 (La Musique Fait La Force)               | 2007 | Aeroplane                               |
| Balance 013 (EQ Recordings)                                       | 2008 | Caramellas                              |
| Nu Disco (Wagram)                                                 | 2008 | Whispers (Hercules & Love Affair Remix) |
| Sampler Vol.17 (Modzik)                                           | 2010 | Superstar                               |
| Studio Brussel - Live is Music 2010.2 (EMI)                       | 2010 | We Can't Fly                            |
| Studio Brussel - The Maxx Long Player 18 (EMI)                    | 2010 | We Can't Fly                            |
| Discobar Galaxie - Boombox (EMI)                                  | 2011 | We Can't Fly                            |
| Studio Brussel - Live is Music 2011.1 (EMI)                       | 2011 | Without Lies                            |
| Komen Eten 2 (EMI)                                                | 2011 | Without Lies                            |
| Pure FM: In Flight Entertainment (Eskimo/NEWS)                    | 2011 | Save Me Now                             |
| Eskimonde: A decade of Eskimo recordings (Eskimo)                 | 2012 | We Can't Fly                            |
| Studio Brussel - Eigen Kweek (EMI)                                | 2013 | We Can't Fly                            |
| Studio Brussel - De Maxx 34 (EMI)                                 | 2015 | Let's Get Slow                          |
| Beach Party 2015 (Universal)                                      | 2015 | Let's Get Slow                          |
| Studio Brussel - De Maxx Long Player 37 (The Retro Edition) (EMI) | 2016 | Sambal (Ft. Purple Disco Machine)       |
| Pure FM - volume 7 (Universal)                                    | 2016 | Sambal (Ft. Purple Disco Machine)       |